# 怪談 (日本)
怪談（Kaidan）是日語的一個名詞，用來總呼日本自古以來靈異故事。有時泛指任何恐怖故事，但有時亦指江戶時代的靈異故事集。當中，四谷怪談、皿屋敷及牡丹灯籠被認為是日本三大怪談。

## 怪談之例
- 本所七大不可思議
- 皿屋敷（播州皿屋敷、番町皿屋敷等）
- 四谷怪談（東海道四谷怪談等）
- 小泉八雲『怪談』所收
  - 轆轤首
  - 無耳芳一
  - 雪女
  - 貉
- 牡丹燈籠
- 真景累淵
- 置行堀
- 八反坊
- 鍋島妖貓騷動
- 學校怪談：都市傳說的基礎。

## 怪談作品

### 落語（怪談噺）
- 江島屋騒動
- 牡丹灯籠
- 怪談乳房榎
- 怪談市川堤
- 阿菊之皿
- 妖怪長屋
- 質屋藏
- 真景累淵
- 反魂香
- 子育幽靈
- 菊江佛壇

### 小說
- 怪談（Kwaidan、小泉八雲）
- Missing（甲田學人）

### 電影
- 四谷怪談前編・後編（1949年7月）
- 鍋島怪貓傳（1949年8月）
- 怪談深川情話（1952年7月）
- 雨月物語（1953年3月）等

### 電視劇
- 怪談 KWAIDAN
- 怪談 KWAIDAN II
- 怪談 KWAIDAN III 牡丹燈籠
- 怪談百物語（2002年、富士電視台）等

### 衍生作品
- 怪化貓
- 怪～AYAKASHI～
- 鬼燈的冷徹
- 怪談餐館
- 無頭騎士異聞錄

### 近代怪談
- 新耳袋（1990年、1998年～2005年）
- 「超」恐怖故事（1991年～1997年、1999年～2000年、2003年～2008年）
- 真實的恐怖故事（富士電視台）（1998年～持續中）

### 相關人物
- 民俗學
  - 柳田國男、折口信夫、遠野物語
- 自然史學
  - 荒俣宏

- 作家以及漫畫家
  - 小泉八雲
  - 京極夏彥
  - 夏目森昭
  - 水木茂
  - 稻川淳二